# Romano I Lecapeno
Romano I Lecapeno (in greco antico: Ρωμανός Α΄ Λεκαπήνος?, Rōmanos I Lekapēnos; Lacape, 870 – Proti, 15 giugno 948) è stato un imperatore bizantino che regnò dal 920 al 944.

## Biografia

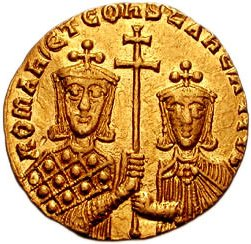
Moneta rappresentante Romano I e Costantino VII.

### Origini familiari
Nato nella cittadina di Lacape, sita tra Melitene e Samosata intorno all'870, Romano era figlio di un contadino di origine armena, di nome Teofilatto, il quale, dopo aver prestato servizio nell'esercito bizantino, si era fatto notare salvando la vita del basileus Basilio I e da questi era stato premiato con una posizione nella guardia imperiale.
Non avendo ricevuto istruzione formale (fatto che a suo tempo Costantino VII Porfirogenito avrebbe frequentemente rimarcato), Romano seguì le orme paterne, ottenendo continue promozioni durante il regno di Leone VI: a trent'anni era strategos del Thema di Samo e, nel 912, Drungarios (comandante supremo della marina bizantina).

### Carriera militare durante la reggenza
In quegli anni l'impero era governato dall'imperatrice Zoe Karvounopsina, quarta moglie di Leone VI, che esercitava il potere in qualità di reggente in nome e per conto del figlio minorenne Costantino; la preoccupazione maggiore della reggente era costituita dalla lunga serie di guerre contro i Bulgari. In seguito a un'ennesima incursione bulgara in Tracia, l'imperatrice decise di attaccare il regno bulgaro su due fronti: incaricò il generale Giovanni Bogas di reclutare i Peceneghi affinché invadessero la Bulgaria da nord mentre il grosso dell'esercito bizantino, capeggiato dal Domestikos Leone Foca, avrebbe attaccato il regno bulgaro da sud.
Romano aveva il compito di traghettare con la sua flotta i Peceneghi dall'altra parte del Danubio ma, dopo un violento litigio con Bogas, non poté o si rifiutò di eseguire l'ordine. I Peceneghi tornarono indietro e l'esercito bizantino fu distrutto in un'imboscata: Romano sfuggì all'accecamento ordinato dall'imperatrice solo grazie alle sue amicizie, e riuscì a mantenere il comando della flotta.
Nel frattempo, la situazione dell'imperatrice Zoe a corte era diventata piuttosto difficile, dopo le recenti sconfitte militari; il suo regime era criticato ormai da più parti, e a Zoe non rimase che cercarsi un protettore. Scelse Leone Foca, che apparteneva alla famiglia Foca, una delle più importanti dell'aristocrazia bizantina. La scelta, tuttavia, fu osteggiata da una buona parte dei cortigiani, i quali, temendo che Leone Foca avrebbe potuto assassinare il legittimo sovrano Costantino, decisero di chiedere appoggio proprio a Romano Lecapeno.
All'inizio del 919, Zoe fu deposta dai suoi stessi ministri e chiusa in un convento: il 25 marzo dello stesso anno, l'ammiraglio entrò nella capitale con la flotta, diede in sposa a Costantino sua figlia Elena, assunse il titolo di Basileopatore e infine proclamò di avere assunto il governo dell'impero in nome e per conto del giovane genero. L'ascesa di Romano, in ogni caso, non si fermò: il 24 settembre 920 Costantino VII nominò il suocero Kaisar e il 17 dicembre gli conferì la co-reggenza, di fatto associandolo ufficialmente al trono.

### Regno

#### Il problema bulgaro
Una volta ottenuto il potere, Romano dovette affrontare il problema dei Bulgari e di Simeone, il quale, avendo perduto ogni speranza di potersi associare al potere imperiale, aveva nuovamente ripreso le incursioni in Tracia e aveva nuovamente conquistato Adrianopoli. Impossibilitato, tuttavia, ad attaccare Costantinopoli per mare, Simeone aveva cercato di negoziare un'alleanza formale con i Fatimidi d'Egitto, in vista di un attacco congiunto alla capitale bizantina, ma questo tentativo fu rapidamente frustrato dall'abile diplomazia bizantina che non ebbe problemi a superare le promesse fornite dal re bulgaro.
Non avendo ottenuto alcun concreto aiuto da parte dei Fatimidi, nel 924 Simeone si presentò davanti alle porte di Costantinopoli ma, privo di macchine ossidionali, non poté far altro se non accettare un colloquio con Romano e intavolare trattative con l'Impero: l'anno seguente, infatti, i Bizantini accettarono le pretese imperiali di Simeone a condizione che fossero limitate ai territori attualmente in suo possesso, dietro la promessa di futuri legami matrimoniali tra la Bulgaria e Bisanzio stessa.
Stipulata la tregua, Simeone ritornò nei suoi territori e intraprese numerose spedizioni per assoggettare la Serbia, continuamente frustrato in ogni suo tentativo da ripetuti interventi bizantini in favore della fazione più ostile ai Bulgari; dopo due anni di campagna Simeone, a prezzo di notevoli perdite, fu in grado di assoggettare a sé il territorio serbo e invase il Regno di Croazia; qui, però, subì una durissima sconfitta e fu costretto a rinunziare a ogni ulteriore tentativo di espansione.
Alla morte di Simeone, nel maggio del 927, sul trono bulgaro salì suo figlio Pietro I il quale, non avendo alcuna velleità espansionistica, stipulò un trattato di pace con Romano I ottenendo il riconoscimento del titolo di Zar dei Bulgari e del Patriarcato bulgaro e la mano della principessa Maria Lecapena.
Negli anni seguenti, la Bulgaria smise di essere un problema: dissanguata dalle numerose guerre di Simeone, la Bulgaria dovette riconoscere nuovamente l'indipendenza dei Serbi mentre internamente divenne preda di fortissime lotte intestine dovute alla diffusione del latifondo nobiliare ed ecclesiastico nonché di nuove correnti religiose, come quella dei Bogomili.

#### Politica interna

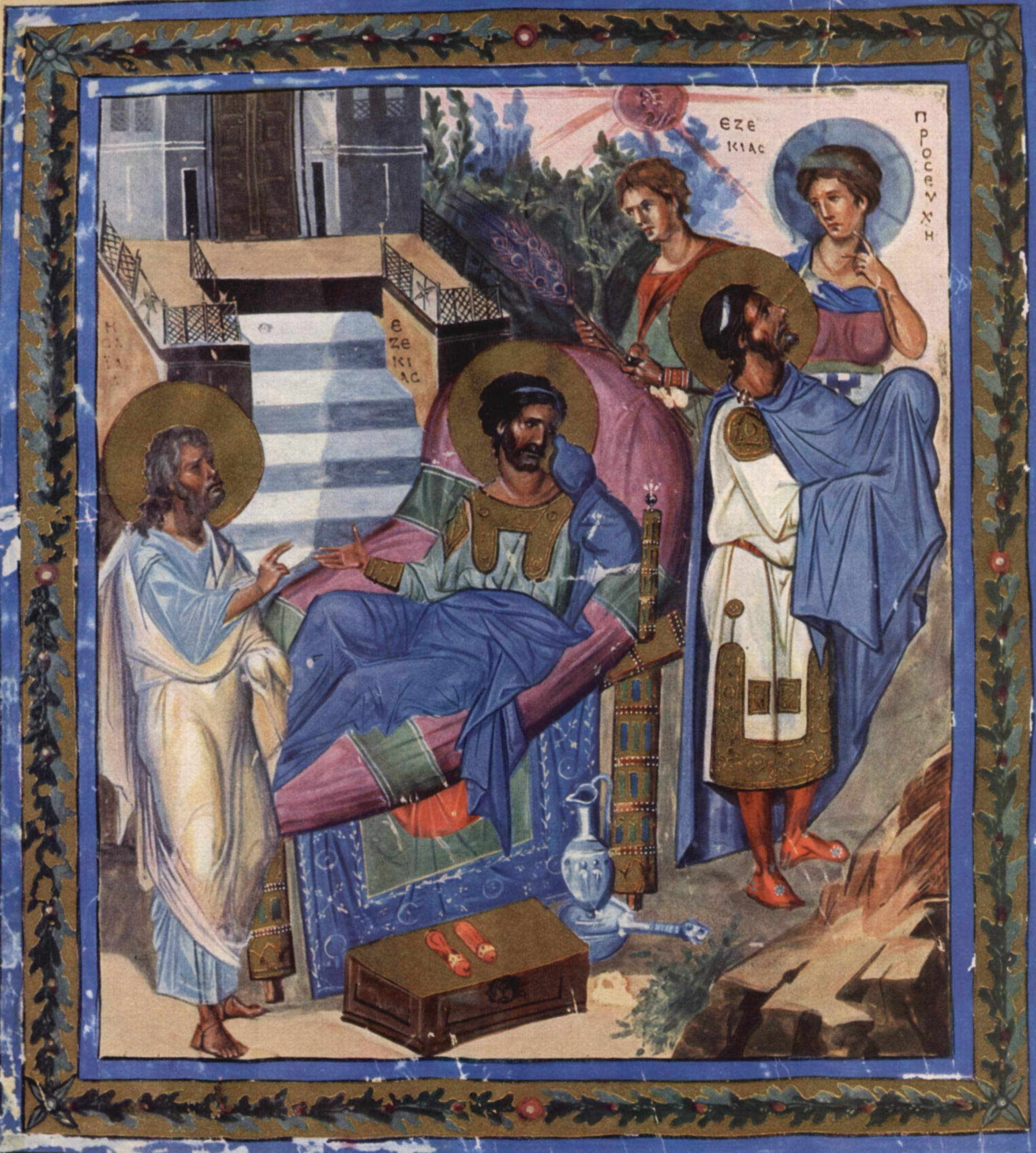
Opera eseguita nel 920, sotto il regno di Romano I Lecapeno.

Dopo essersi assicurato la pace nei Balcani, nel 921 Romano consolidò il proprio potere assumendo il ruolo di imperatore titolare e promuovendo il proprio figlio, Cristoforo, al rango di co-imperatore, dopo aver relegato il legittimo imperatore Costantino VII Porfirogenito al rango di co-imperatore e con funzioni puramente cerimoniali; tre anni dopo garantì il titolo di co-imperatore anche ai figli minori Stefano e Costantino, di fatto fondando una dinastia autonoma, dotata di precedenza rispetto alla dinastia legittima dei Macedoni.
In tale opera Romano fu estremamente attento ad assicurarsi l'appoggio incondizionato della Chiesa. In particolare, nel luglio 920, promosse un Concilio il quale, in presenza di alcuni legati pontifici, proibì ufficialmente il quarto matrimonio e sancì la legittimità del terzo solo a specifiche condizioni, sancendo in tal modo la vittoria definitiva del patriarca Nicola il Mistico e riducendo notevolmente il prestigio dinastico dello stesso Costantino VII. Il rapporto tra potere imperiale e Chiesa divenne ancora più forte dopo la morte dell'energico patriarca, in quanto l'imperatore, dopo un interregno, garantì la carica al proprio figlio quartogenito, Teofilatto, null'altro se non esecutore delle volontà paterne.
Negli anni successivi Romano si preoccupò in particolare di proteggere i piccoli proprietari agricoli i quali apportavano grandi benefici all'Impero con il pagamento dei tributi statali e con la prestazione del servizio militare. Infatti, il Basileus emanò una copiosa legislazione in materia, allo scopo di evitare che i grandi proprietari (oi dynatoi) potessero acquistare o prendere in affitto i poderi dei piccoli proprietari, relegando costoro a dipendenti o coloni (paroikoi) e determinando in tal modo una perdita di reclute ed entrate per lo Stato.
Nell'aprile del 922 ristablì il diritto di vendita già riconosciuto da Leone VI regolamentandolo, però, secondo un preciso ordine di precedenza: 1) parenti co-proprietari; 2) altri co-proprietari; 3) proprietari di appezzamenti compresi nel terreno da alienare; 4) proprietari di terreni confinanti, che pagano le tasse in comune; 5) altri proprietari di terreni confinanti. In tal modo i potenti non avrebbero potuto acquisire o prendere in affitto il terreno a meno di non rientrare in una delle categorie indicate; chiunque violasse la norma, salvo il caso di usucapione decennale, avrebbe dovuto restituire il terreno acquistato, senza indennizzo, e versare una multa a favore dell'erario.
Poiché, tuttavia, la norma non fu in grado di arginare gli effetti negativi seguiti alla carestia del 927 e 928, il Basileus, scagliandosi contro l'egoismo dei potenti che si erano mostrati "più spietati della fame e dell'epidemia" fu costretto ad emanare una seconda novella mediante la quale dichiarava invalide tutte le eredità ed i contratti ed imponeva al compratore di restituire il podere, senza indennizzo, nel caso in cui il prezzo di vendita fosse inferiore alla metà del valore effettivo ovvero di restituirlo, in caso di acquisto regolare, dietro restituzione del prezzo di vendita in tre rate annuali.
Nonostante il tono aspro dell'imperatore ed il rinnovo, per il futuro, delle disposizioni emanate nel 922, la seconda novella dimostra che l'imperatore non poteva applicare le proprie norme con la rigidità prevista e questo non solo per il ruolo di potere acquisito dalla nobiltà ma anche, talora, poiché gli stessi piccoli proprietari tendevano a preferire il ruolo subordinato di dipendenti (che comunque assicurava un modesto salario) piuttosto che il peso dei gravami fiscali e di servizio imposti dallo stesso governo imperiale.

#### Lotta contro gli Arabi

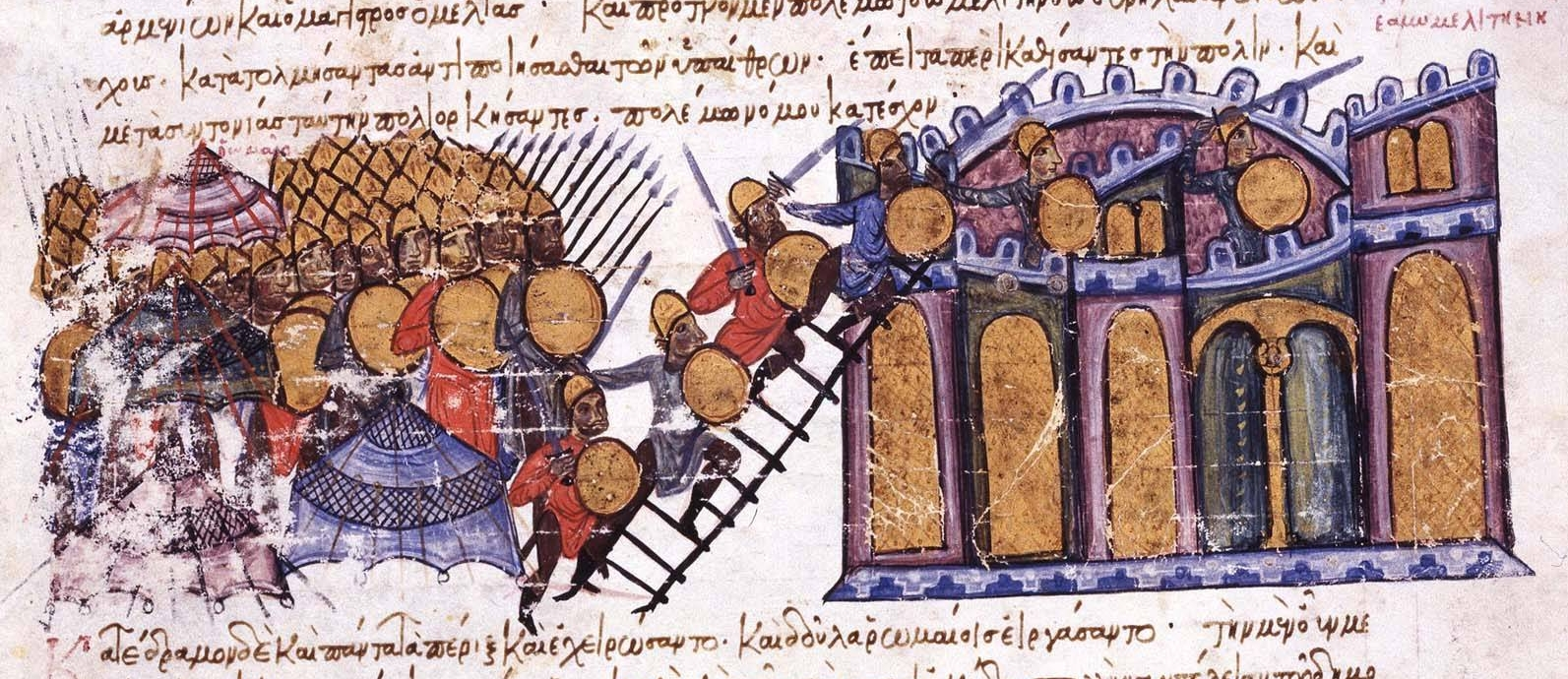
Presa di Melitene del 934.

Già alto ufficiale della marina, Romano ebbe cura di rafforzare la potenza militare di questa in funzione anti-saracena, ottenendo un notevole successo quando, nel 924, la flotta imperiale annientò presso l'isola di Lemno la squadra del pirata Leone di Tripoli, che aveva conquistato e saccheggiato Tessalonica durante il regno di Leone VI.
Non temendo preoccupazioni dal lato balcanico, Romano affidò le operazioni contro gli arabi agli abili generali Giovanni Curcuas e Barda Foca. Curcuas, nel 931, riconquistò per la prima volta Melitene, poi definitivamente acquisita nel 934.
Gli anni seguenti furono segnati da continue campagne, dall'esito incerto che videro affrontarsi da un lato Curcuas, dall'altro l'emiro di Mossul Sayf al-Dawla: nel 938 al-Dawla ottenne una vittoria sull'Eufrate contro le truppe bizantine, irruppe in Armenia e saccheggiò Colonea per poi ritirarsi a seguito dello scoppio di lotte interne al Califfato Abbaside di Baghdad. Dopo una breve tregua Curcuas, nel 943, prese l'iniziativa conquistando Martiropoli, Amida, Dara e Nisbi per poi espugnare Edessa, che era musulmana addirittura dal 641, recuperando reliquie preziose come il Mandylion, la tela su cui era rimasta impressa l'immagine del volto di Gesù.
Nel 941, Costantinopoli fu attaccata da una flotta del principato russo di Kiev; i Russi furono duramente sconfitti, ma attaccarono di nuovo tre anni dopo e questa volta Romano preferì ricorrere alla diplomazia, stringendo con il principe Igor di Kiev un trattato di pace che durò oltre 25 anni.

### Deposizione ed esilio

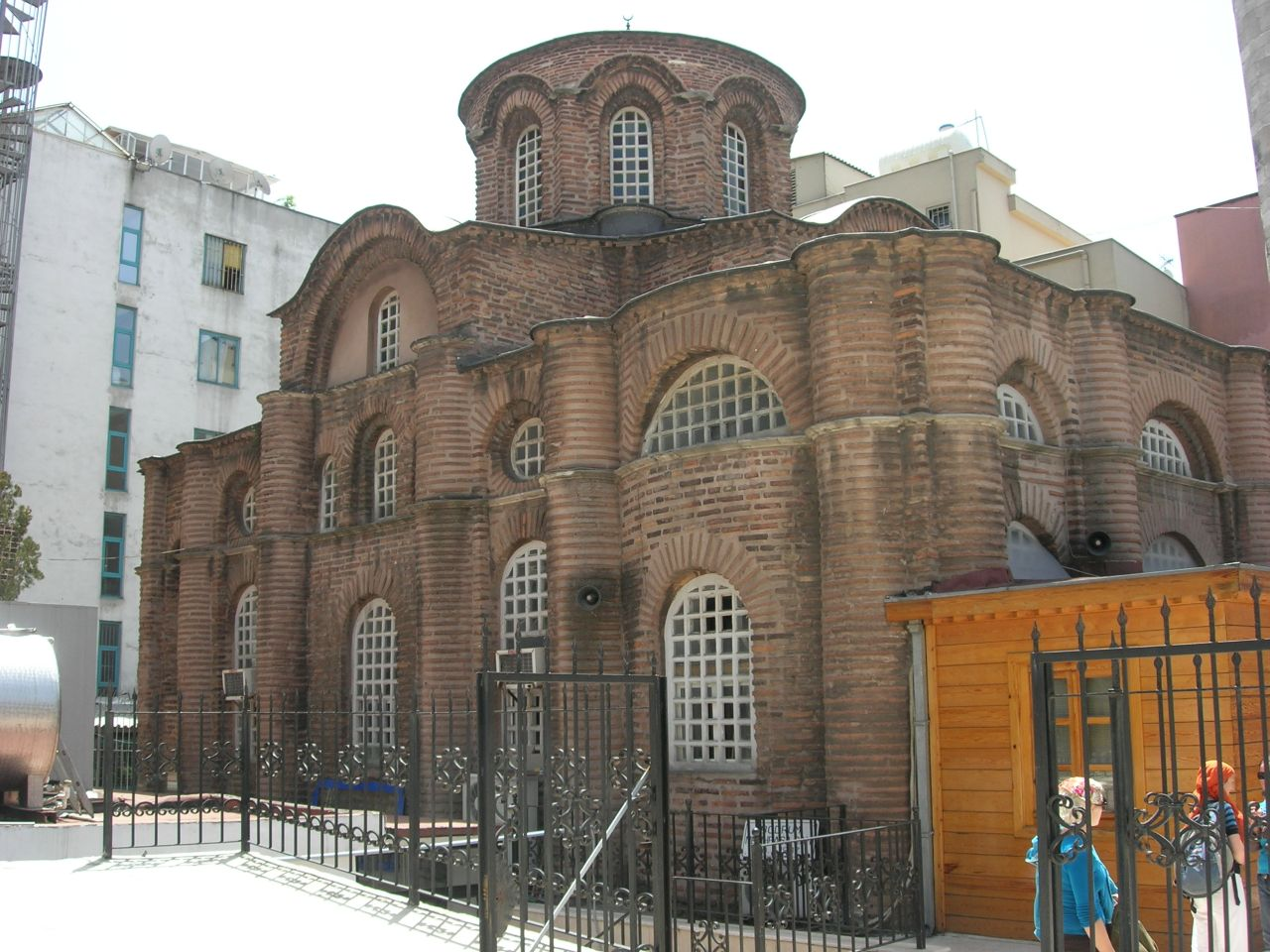
La chiesa e il palazzo di Myrelaion, commissionata da Romano I, nel 922.

Ultimo trionfo dell'ormai vecchio imperatore fu la processione del 15 agosto 944 in cui il Mandylion fu portato in trionfo tra le vie della capitale. A fine dell'anno i contrasti tra l'imperatore ed i suoi figli peggiorarono notevolmente: nel 931, infatti, alla morte del primogenito Cristoforo, Romano, riconoscendo le scarse capacità degli altri figli, Stefano e Costantino, ritenne opportuno restituire il titolo di secondo imperatore al genero Costantino VII Porfirogenito.
Per questo motivo Stefano e Costantino, nel timore che alla morte del padre il trono passasse al Porfirogenito, decisero di orchestrare un colpo di Stato: il 16 dicembre 944 Romano Lecapeno fu deposto dal trono dai figli e deportato in un monastero dell'isola di Proti ove fu costretto a farsi monaco: Stefano e Costantino assunsero il trono ma, privi di capacità e di carisma, non avevano trovato nessuno che li appoggiasse ed il 27 gennaio 945 furono arrestati ed esiliati per ordine di Costantino VII, che in tal modo assumeva definitivamente il trono.
Romano I morì in esilio il 15 giugno 948 e fu seppellito insieme ai propri familiari nella chiesa di Myrelaion che aveva commissionato nel 922 appositamente a questo scopo.

## Discendenza
Dal suo matrimonio con Teodora (†922) nacquero:
- Cristoforo Lecapeno, co-imperatore dal 921 al 931;
- Stefano Lecapeno (†967), co-imperatore dal 924 al 945;
- Costantino Lecapeno (†946), co-imperatore dal 924 al 945;
- Teofilatto Lecapeno (†956), Patriarca di Costantinopoli dal 933 alla morte;
- Elena, che sposò l'imperatore Costantino VII.
- Agata Lecapena, che sposò Romano Argiro.

Romano ebbe anche un figlio illegittimo:
- Basilio Lecapeno, eunuco, che ebbe una notevole influenza a corte specialmente nel periodo 976 - 985.